# I dag får du vandra med Jesus
I dag får du vandra med Jesus är en psalm med text skriven 1967 av Margareta Södersten Johansson och musik skriven 1985 av Gunno Södersten.

## Publicerad i
- Psalmer och sånger 1987 som nr 466 under rubriken "Kyrkan och nådemedlen - Vittnesbörd - tjänst - mission".[1]